# Paul Junge
Paul Junge (* 10. November 1881 in Hamburg; † 25. April 1919) war ein deutscher Botaniker und Lehrer.

## Leben
Junges Vater war der Lehrer J. H. Wilh. Junge. Paul Junge besuchte die Präparandenanstalt und das Lehrerseminar in Hamburg. Von 1902 bis 1904 war er Lehrer an der Rumbaumschen Schule in Hamburg und anschließend an zwei weiteren Volksschulen in Hamburg, bevor er 1905 die zweite Lehrerprüfung ablegte. Nach der erfolgreichen Mittelschullehrerprüfung in Mathematik und Naturwissenschaften 1907 wurde er 1908 Lehrer an der Seminarschule in der Freiligrathstraße in Hamburg. Ab 1910 war Junge Lehrer am Lyzeum am Lerchenfeld.
Junges besonderes Interesse galt der Botanik. Er entdeckte und beschrieb zahlreiche bis dahin unbekannte Pflanzenformen und verfasste um die 40 wissenschaftliche Beiträge.
Junge starb im Alter von 38 Jahren an den Folgen einer Lungentuberkulose, verstärkt durch den Lebensmittelmangel während des Ersten Weltkriegs.

## Schriften
- Beiträge zur Kenntnis der Gefäßpflanzen Schleswig-Holsteins. Gräfe & Sillem [in] Komm., Hamburg 1905.
- Die Cyperaceae Schleswig-Holsteins einschließlich des Gebiets der freien und Hansestädte Hamburg und Lübeck. In: Jahrbuch der Hamburgischen Wissenschaftlichen Anstalten. Bd. 25 (1907), Beiheft 3, S. 125–277.
- Schul- und Exkursionsflora von Hamburg-Altona, Harburg und Umgebung. Lucas Gräfe und Sillem, Hamburg 1909.
- Aus der Flora der nordwestdeutschen Tiefebene:
  - Bd. 2: Zur Flora des Elbgebietes zwischen Harburg und Blekede 1909.
- Die Pteridophyten Schleswig-Holsteins einschließlich des Gebiets der Freien und Hansestädte Hamburg (nördlich der Elbe) und des Fürstentums Lübeck. In: Jahrbuch der Hamburgischen Wissenschaftlichen Anstalten. Bd. 27 (1909), Beih. 3, S. 49–245.
- Die Gramineen Schleswig-Holsteins einschließlich des Gebiets der Freien und Hansestädte Hamburg und Lübeck und des Fürstentums Lübeck.  In: Jahrbuch der Hamburgischen Wissenschaftlichen Anstalten. Bd. 30 (1912), Beih. 3, S. 101–330.
- Flora der Provinz Schleswig-Holstein, des angrenzenden Gebietes der Hansestädte Hamburg und Lübeck und des Fürstentums Lübeck, 5. Auflag. Toeche, Kiel 1913.